# Douglas Turner (Tennisspieler)
Douglas Barlow Turner (wahrscheinlich * 8. September 1883 in St. Louis; † 17. Mai 1959 in Kirkwood) war ein US-amerikanischer Tennisspieler.

## Biografie
Turner, dessen Lebensdaten nicht zweifelsfrei belegt sind, nahm an den Olympischen Sommerspielen 1904 in St. Louis am Tenniswettbewerb teil. Im Einzel kam er nach einem Freilos zum Auftakt nicht über die zweite Runde hinaus, wo er Semp Russ mit 2:6 und 1:6 unterlag. Im Doppel trat er zusammen mit Andrew Drew ebenfalls an und unterlag abermals in seinem ersten Match. Die Gegner waren Joseph Wear und Allen West.
Zum Zeitpunkt seines Todes war er Besitzer des Turner Plastic Products in St. Louis.